# شورش (ترانه)
«شورش» (به انگلیسی: Uprising) نام تک‌آهنگی از گروه بریتانیایی میوز و اولین ترانهٔ پنجمین آلبوم استودیویی گروه با نام مقاومت است. «شورش» را متیو بلامی (گیتاریست و خوانندهٔ میوز) نوشته‌است. این ترانه اولین آهنگ از آلبوم مقاومت است که در تاریخ ۷ سپتامبر ۲۰۰۷ و به‌عنوان پیش‌درآمد انتشار آلبوم، منتشر شد. «شورش» آهنگ افتتاحیهٔ تور مقاومت که در ماه‌های پایانی سال ۲۰۰۹ برگزار شد نیز بود.

## رتبهٔ تک‌آهنگ در جدول فروش کشورهای مختلف
| جدول فروش (۲۰۰۹–۲۰۱۰ میلادی)                      | بالاترین جایگاه |
| ------------------------------------------------- | --------------- |
| استرالیا                                          | ۲۳              |
| اتریش                                             | ۲۹              |
| بلژیک (فلاندر)                                    | ۱۲              |
| بلژیک (والونی)                                    | ۶               |
| کانادا                                            | ۲۸              |
| دانمارک                                           | ۵               |
| هلند                                              | ۲۲              |
| فنلاند                                            | ۸               |
| فرانسه                                            | ۷۴              |
| آلمان                                             | ۴۰              |
| ایرلند                                            | ۱۱              |
| ایتالیا                                           | ۱۴              |
| ژاپن                                              | ۱۲              |
| نیوزیلند                                          | ۱۲              |
| نروژ                                              | ۴               |
| سوئد                                              | ۱۳              |
| سوئیس                                             | ۸               |
| بیلبورد هات ۱۰۰ (ایالات متحده آمریکا)             | ۳۷              |
| جدول ترانه‌های راک (ایالات متحده آمریکا)           | ۲               |
| جدول ترانه‌های آلترنتیو (ایالات متحده آمریکا)      | ۱               |
| جدول ترانه‌های پاپ بزرگسالان (ایالات متحده آمریکا) | ۱۴              |
| بریتانیا                                          | ۹               |

## گواهی‌های فروش در کشورهای مختلف
| کشور                                      | گواهی میزان فروش |
| ----------------------------------------- | ---------------- |
| انجمن صنعت ضبط استرالیا                   | طلا              |
| انجمن صنعت ضبط بلژیک                      | طلا              |
| انجمن صنعت ضبط کانادا                     | طلا              |
| انجمن صنعت ضبط موسیقی ایالات متحده آمریکا | پلاتین           |